# Liste der savoyischen und sardinischen Regimenter der Frühen Neuzeit
Die Liste der savoyischen und sardinischen Regimenter der Frühen Neuzeit steht in direktem Zusammenhang mit etlichen Regimentern des italienischen Heeres. Zu den beiderseits der Westalpen gelegenen Stammlanden des Hauses Savoyen, Piemont und Savoyen, kam 1720 das Königreich Sardinien und damit die Königswürde für die in Turin residierenden Savoyer. Ab 1848 standen sie an der Spitze der italienischen Einigungsbewegung. 1861 wurden die alten italienischen Staaten und ihre Armeen eingegliedert, das Königreich Sardinien in Königreich Italien und das Heer der Savoyer in Italienisches Heer umbenannt. Die napoleonische Herrschaft über die kontinentalen Besitzungen der Savoyer, die Einigung Italiens und auch die spätere Abschaffung der Monarchie stellen in diesem Zusammenhang zwar Zäsuren dar, die der zeitlichen Abgrenzung dienen können, jedoch keine historischen Brüche.

## Allgemeines
Die Bezeichnung savoyische und sardinische Regimenter ist in der militärhistorischen Fachliteratur üblich. Alternativ können auch die Termini savoyardisch und sardisch verwendet werden. Weit verbreitet waren und sind die Bezeichnungen Piemontesisches Heer und Sardinische Armee.
Emanuel Philibert von Savoyen stellte das Heer in den 1560er Jahren als Milizheer auf und verzichtete im Gegensatz zu seinen Nachfolgern fast völlig auf Söldner. Wie auch in anderen Armeen wurden vor der Etablierung von stehenden Heeren viele Regimenter nur für kurze Feldzüge aufgestellt und danach wieder aufgelöst. In nachstehender Liste werden bei Infanterie und Kavallerie zunächst die „nationalen Regimenter“ des Feldheeres aufgenommen, dann die Regimenter der Miliz, und schließlich die aus den Nachbarstaaten angeworbenen Fremdenregimenter.

## Infanterieregimenter der Frühen Neuzeit

### Nationale Regimenter
Wegen der genannten historischen Kontinuität wird die Definition des Begriffs Frühe Neuzeit hier etwas flexibler ausgelegt, um die weitere Entwicklung etlicher Regimenter bis zur Einigung Italiens nachvollziehbarer zu machen. Die bis 1799 fast vollständig aufgelösten (oft von Napoleon unter anderen Bezeichnungen übernommenen) Regimenter entstanden 1814 wieder. Die Entscheidung, aus den alten Infanterieregimentern jeweils ein weiteres, neues Infanterieregiment und einen Brigadestab zu bilden, wurde erst ab 1831 mit der Heeresreform Karl Alberts vollständig umgesetzt. Damit hatte jede der zehn neuen Brigaden jeweils ein altes und ein neues Infanterieregiment. Dies ist von Bedeutung, weil die Namen und Traditionen der alten Regimenter auf die Brigaden als neue Traditionsträger übergingen. Die jeweiligen Regimenter erhielten 1831 die Nummern 1 und 2, ab 1839 dann eine durchgehende Nummerierung. Die neun ungeraden Nummern zwischen 1 und 17 weisen auf alte Infanterieregimenter hin, die neun geraden Nummern zwischen 2 und 18 auf die genannten neuen Regimenter. Hinzu kommen zwei Grenadierregimenter. Diese Verbände wurden 1861 italienisch, die beschriebene Systematik blieb bis 1926 erhalten.
Bei den nationalen Infanterieregimentern erfolgt eine Unterscheidung nach ihren jeweiligen Rekrutierungsgebieten: Piemont, Savoyen, Nizza, Sardinien und (ab 1814) Ligurien. Die Regimenter waren ursprünglich nach ihrem jeweiligen Regimentschef benannt, dann nach Städten oder Provinzen.
| Regiment von (Aufstellungsjahr) | Regimentsbezeichnungen | Region                    | Auflösung/Verbleib                           |
| ------------------------------- | --- | ------------------------- | -------------------------------------------- |
| 1618 (1.)                       | Duca Carlo Emanuele | Piemont                   | 1630                                         |
| 1618 (2.)                       | 1618 Principe di Piemonte 1630 di Sua Altezza Serenissima 1637 Carlo Umberto | Piemont                   | 1638                                         |
| 1618 (3.)                       | 1618 Principe Tommaso 1630 Carlo Emanuele | Piemont                   | 1648                                         |
| 1619                            | 1619 Du Cheynez 1630 Boydanid 1645 Pianezza 1649 Livorno 1664 Monferrato 1821 Casale 1831 1. InfRgt, Brig. Casale 1839 11. InfRgt, Brig. Casale                                  | 1619 Savoyen 1664 Piemont | 1999 (italienisch)                           |
| 1622                            | 1622 Châteaumorand 1628 Lanzo | Savoyen                   | 1629                                         |
| 1623                            | du Flechiet | Savoyen                   | 1624                                         |
| 1624                            | 1624 Fleury (französisch) 1640 Francese 1664 Savoia (national) 1831, 1839 1. InfRgt, Brig. Savoia (Ré)                                                                           | Savoyen                   | 2008 (italienisch)                           |
| 1625                            | Cavoretto | Piemont, Savoyen          | 1626                                         |
| 1628                            | 1628 Ressano 1637 Scaglia 1639 Carlo Umberto | Piemont                   | 1639                                         |
| 1629 (1.)                       | Massetto | Piemont                   | 1630                                         |
| 1629 (2.)                       | Principe Tommaso (II) | Savoyen                   | 1630                                         |
| 1629 (3.)                       | Monthoux (I) | Savoyen                   | 1630                                         |
| 1630 (1.)                       | Capris | Piemont                   | 1630                                         |
| 1630 (2.)                       | 1630 Vivalda 1635 Mazzetti | Piemont                   | 1640                                         |
| 1632                            | 1632 Ratto 1639 Brunacel | Piemont                   | 1646                                         |
| 1633                            | Val d’Isère | Savoyen                   | 1646                                         |
| 1636 (1.)                       | 1636 Catalano Alfieri 1641 Piemontese 1664 Magliano, Piemonte 1831 1. InfRgt, Brig. Piemonte 1839 3. InfRgt, Brig. Piemonte                                                      | Piemont                   | 1943 (italienisch)                           |
| 1636 (2.)                       | Monthoux (II) | Piemont                   | 1645                                         |
| 1636 (3.)                       | 1636 Senantes (bis 1649 französisch) 1651 Challant 1664 Aosta di Sua Altezza Reale (I)                                                                                           | Savoyen                   | 1705                                         |
| 1637 (1.)                       | Rovero | Piemont                   | 1638                                         |
| 1637 (2.)                       | Raynero | Savoyen                   | 1667                                         |
| 1638 (1.)                       | Felice di Savoia | Piemont                   | 1638                                         |
| 1638 (2.)                       | Lullin (I) | Savoyen                   | 1660                                         |
| 1640 (1.)                       | Roero | Piemont                   | 1640                                         |
| 1640 (2.)                       | Buschetti | Piemont                   | 1640                                         |
| 1643 (1.)                       | Cordero | Piemont                   | 1655                                         |
| 1643 (2.)                       | Malabayla | Piemont                   | 1667                                         |
| 1643 (3.)                       | 1643 Filippo di Savoia 1664 San Damiano 1664 Nizza di Sua Altezza Reale (I) | Savoyen                   | 1690                                         |
| 1644 (1.)                       | Monasterolo (I) | Piemont                   | 1645                                         |
| 1644 (2.)                       | Carlo Aurelio | Piemont                   | 1652                                         |
| 1649 (1.)                       | Fantone | Piemont                   | 1655                                         |
| 1649 (2.)                       | 1649 Dogliani 1655 Masino | Piemont                   | 1660                                         |
| 1649 (3.)                       | Gabaleone | Piemont                   | 1652                                         |
| 1649 (4.)                       | Berzetti di Buronzo | Piemont                   | 1652                                         |
| 1649 (5.)                       | 1649 La Loubière 1661 de Coudray | Savoyen                   | 1664                                         |
| 1650                            | Sibilia | Piemont                   | 1652                                         |
| 1652                            | Filippa | Piemont                   | 1655                                         |
| 1653                            | Bellino | Piemont                   | 1660                                         |
| 1653                            | Monasterolo (II) | Piemont                   | 1655                                         |
| 1655                            | Boccardo | Piemont                   | 1655                                         |
| 1659                            | 1659 Guardie 1816 Granatieri Guardie 1852 1. GrenRgt | Piemont                   | aktiv (italienisch)                          |
| 1660 (1.)                       | Ayazza | Piemont                   | 1670                                         |
| 1660 (2.)                       | Merzerac | Piemont                   | 1670                                         |
| 1667 (1.)                       | d’Este | Piemont                   | 1668                                         |
| 1667 (2.)                       | Serenissimo Principe | Piemont                   | 1668                                         |
| 1667 (3.)                       | Crocebianca | Piemont                   | 1710                                         |
| 1672 (1.)                       | San Severino | Piemont                   | 1674                                         |
| 1672 (2.)                       | San Michele | Piemont                   | 1674                                         |
| 1672 (3.)                       | 1672 Lullin 1676 Bagnasco 1678 Masino 1680 Saluzzo 1821 Pinerolo 1831 1. InfRgt, Brig. Pinerolo 1839 13. InfRgt, Brig. Pinerolo                                                  | Savoyen                   | 1990 (italienisch)                           |
| 1672 (4.)                       | Chablais (I) | Savoyen                   | 1674                                         |
| 1672 (5.)                       | Val d’Isère (II) | Savoyen                   | 1674                                         |
| 1672 (6.)                       | 1672 La Marina (I) (bis 1674) 1683 La Marina II | Nizza                     | 1690                                         |
| 1687                            | Chablais (II) | Savoyen                   | 1703                                         |
| 1690                            | 1690 Fucilieri di Sua Altezza Reale 1774 Aosta (II) 1831 1. InfRgt, Brig. Aosta 1839 5. InfRgt, Brig. Aosta                                                                      | Piemont                   | aktiv (italienisch)                          |
| 1691                            | Mondovì | Piemont                   | 1694                                         |
| 1701                            | 1701 Nizza (II) 1713 La Marina (III) 1814 Cuneo 1831 1. InfRgt, Brig. Cuneo 1839 7. InfRgt, Brig. Cuneo                                                                          | Nizza                     | 2001 (italienisch)                           |
| 1703                            | 1703 Desportes (gemischt) 1739 Audibert 1748 Montfort 1769 de Sury 1774 Chablais 1796 Alessandria (national) 1821 Acqui 1831 1. InfRgt, Brig. Acqui 1839 17. InfRgt, Brig. Acqui | Piemont                   | aktiv (italienisch)                          |
| 1734                            | Città di Torino | Piemont                   | 1737                                         |
| 1734                            | 1734 La Regina 1831 1. InfRgt, Brig. Regina 1839 9. InfRgt, Brig. Regina (Bari)                                                                                                  | Piemont                   | aktiv (italienisch)                          |
| 1744                            | 1744 Sardegna 1816 Cacciatori Guardie 1850 Cacciatori di Sardegna | Sardinien                 | 1852 (in Granatieri di Sardegna aufgegangen) |
| 1786                            | Lombardia (II) | Piemont                   | 1798                                         |
| 1793                            | 1793 Nuova Marina 1794 Oneglia | Nizza                     | 1796                                         |
| 1815                            | 1815 Sarzana, Genova 1821 Savona 1831 1. InfRgt, Brig. Savona 1839 15. InfRgt., Brig. Savona                                                                                     | Ligurien                  | 1942 (italienisch)                           |

Die Anciennität der Regimenter wurde erstmals mit der Einrichtung des stehenden Heeres im Jahr 1664 zum Teil von der Seniorität abweichend festgelegt. Gegen Ende der Frühen Neuzeit bestanden unter Berücksichtigung der noch heute gültigen Reihenfolge von 1821 nachstehende Regimenter dauerhaft (in Klammern kurze Informationen zu den 1831/1839 – im Fall der Garde 1848 – aus ihnen hervorgegangenen Brigaden und Regimentern):
- Garderegiment von 1659 (1./2. Grenadierregiment der Brigade Granatieri di Sardegna)
- Infanterieregiment Savoia von 1624 (1./2. Infanterieregiment, Brigade Savoia/Rè)
- Infanterieregiment Piemonte von 1636 (3./4. Infanterieregiment, Brigade Piemonte)
- Infanterieregiment Aosta von 1690 (5./6. Infanterieregiment, Brigade Aosta)
- Infanterieregiment Cuneo von 1701 (7./8. Infanterieregiment, Brigade Cuneo)
- Infanterieregiment Regina von 1741 (9./10. Infanterieregiment, Brigade Regina)
- Infanterieregiment Casale von 1619 (11./12. Infanterieregiment, Brigade Casale)
- Infanterieregiment Saluzzo von 1672 (13./14. Infanterieregiment, Brigade Pinerolo)
- Infanterieregiment Genova von 1815 (15./16. Infanterieregiment, Brigade Savona)
- Infanterieregiment Alessandria von 1703 (17./18. Infanterieregiment, Brigade Acqui)

### Milizregimenter
Von 1568 bis 1594 bestand das Heer aus acht Milizverbänden in Regimentsstärke. Es folgte eine Teilung der Miliz in eine allgemeine Verteidigungsmiliz und in eine stärkere Sondermiliz. Letztere ging im 17. Jahrhundert größtenteils in den nationalen Regimentern des Feldheeres auf. Als Nachfolger der Sondermiliz entstand zwischen 1669 und 1714 die Provinzmiliz, deren Verbände im Krieg mit Wehrdienstpflichtigen aufgefüllt wurden und die anderen Regimenter verstärkten.
- 1669: Aufstellung von zwölf Miliz-Regimentern.
- 1703: Die zwölf Regimenter werden zu Bataillonen verkleinert und tragen die Namen ihrer jeweiligen Provinz: Cuneo, Alba, Fossano, Pinerolo, Saluzzo, Ivrea, Biella, Vercelli, Torino, Asti, Nizza, Tarantasia.
- 1704: Aus den Bataillonen entstehen acht Regimenter, welche zwischen 1705 und 1713 wieder aufgelöst werden: Maffei, Trinità (Senantes), Sannazar (Pastoris), San Damiano, d’Este, Trivier, Cortanze (Chamousset), Duvillar. Zusätzlich kommt von 1706 bis 1710 das Regiment Santa Giulia dazu.
- 1714: Aufstellung von zehn Provinzregimentern, die bis Ende des Jahrhunderts bestehen bleiben. 1751 und 1786 kommen jeweils zwei weitere hinzu. Diese Regimenter haben im Frieden nur ein Bataillon und eine große Garnisonskompanie, im Krieg kommt unter Umständen ein zweites Bataillon hinzu.

| Regiment von (Aufstellungsjahr) | Regimentsbezeichnungen                                | Auflösung/Verbleib |
| ------------------------------- | ----------------------------------------------------- | ------------------ |
| 1714                            | 1714 Chablais (Ciablese) 1774 Genevois (Genevese)     | 1796               |
| 1714                            | 1714 Tarentaise (Tarantasia) 1780 Maurienne (Moriana) | 1796               |
| 1714                            | Torino                                                | 1801               |
| 1714                            | Mondovì                                               | 1799               |
| 1714                            | Pinerolo                                              | 1798               |
| 1714                            | Asti                                                  | 1797               |
| 1714                            | 1714 Aosta 1774 Ivrea                                 | 1800               |
| 1714                            | 1714 Nizza 1796 Cuneo                                 | 1799               |
| 1714                            | Casale                                                | 1800               |
| 1715                            | Vercelli                                              | 1800               |
| 1752                            | Novara                                                | 1796               |
| 1752                            | Tortona                                               | 1796               |
| 1786                            | Susa                                                  | 1801               |
| 1786                            | Acqui                                                 | 1798               |

- Während der napoleonischen Besetzung der kontinentalen Gebiete zogen sich die Savoyer nach Sardinien zurück. 1807 entstand dort die Provinzmiliz wieder mit 16 Regimentern Infanterie (Iglesias, Cagliari, Mandas, Oristano, Ales, Tempio, Sorgono, Laconi, Tortolì, Bosa, Ozieri, Bono, Nuoro, Sassari, Alghero, Carloforte) und acht Regimentern Kavallerie (Sulcis, Arborea, Mandrolisai, Trescenta, Gallura, Goceano, Cagliari, Logudoro). Sie wurden nie mobilgemacht und 1815 wieder aufgelöst.

- Zwölf alte, kontinentale Regimenter der Provinzmiliz lebten zwischen 1814 und 1816 nochmals kurz auf und verschwanden dann in der bisherigen Form ganz. Die Provinzmiliz diente in der Folge nur noch als Personalreserve.

- Die allgemeine Verteidigungsmiliz hatte bis zum Ende des 18. Jahrhunderts keine Regimenter, sondern nur kleinere Einheiten (rund 400 Kompanien) zur territorialen Verteidigung. Die Einheiten wurden von 1794 bis 1796 zu 16 Regimentern zusammengefasst.

### Fremdenregimenter
Die Fremdenregimenter der Infanterie werden nach ihren Herkunftsländern, der Schweiz, Deutschland und Frankreich, gelistet. Das Personal aus verschiedenen italienischen und anderen Staaten wurde in italienischen und sogenannten „gemischten Regimentern“ zusammengefasst. In sogenannten „Religionsregimentern“ dienten Soldaten, die ihre Heimat aus religiösen Gründen verlassen hatten. Es handelte sich vorwiegend um Hugenotten. Zu beachten ist, dass in Kriegszeiten viele Regimenter in ihrem Personalbestand nicht mehr so homogen waren. So dienten beispielsweise im Schweizer Regiment Roguin (Bern, 1733) zeitweise mehr Deutsche als Schweizer.
Die Fremdenregimenter wurden in der Regel nach dem jeweiligen Regimentsinhaber benannt und wechselten daher relativ oft ihre Bezeichnungen.

#### Schweiz
Die Anwerbung von schweizerischen Regimentern hatte auch in der piemontesischen Armee Tradition. Emanuel Philibert stand Söldnern anfangs noch ablehnend gegenüber, schloss jedoch im Jahr 1577 mit einigen Schweizer Kantonen Verträge, die es ihm erlaubten, dort Truppen rekrutieren zu lassen (siehe Reisläufer). Er machte davon jedoch keinen Gebrauch. Nur für seine Haustruppen stellte er 1579 eine Kompanie Schweizergarden auf, die wie in anderen Staaten auch „Hundertschweizer“ genannt wurde. Zwischen 1609 und 1652 wurde die Kompanie mehrfach zu einem kleinen Regiment (Amrhyn) mit vier bis fünf Kompanien ausgebaut. Die Schweizergarde bestand (mit einer Unterbrechung während der napoleonischen Zeit) bis 1831. An ihrer Spitze stand seit 1599 stets ein Oberst.
Sind in nachstehender Liste unter „Anmerkungen“ Schweizer Kantone angegeben, verweist dies auf die Herkunft der Regimenter. Drei Regimenter wurden 1774 nach Kantonen benannt: Vallesano, Bernese, Grisone (aus dem Wallis, Bern und Graubünden). Die jeweiligen Regimentsinhaber sind dann in Klammern angegeben.
| Regiment von (Aufstellungsjahr) | Regimentsbezeichnungen | Auflösung | Anmerkungen                                                                       |
| ------------------------------- | --- | --------- | --------------------------------------------------------------------------------- |
| 1582                            | Lussi | 1597      | mit Unterbrechungen, Luzern, Uri, Schwyz, Unterwalden, Zug                        |
| 1609                            | Stocker | 1610      | Luzern, Uri, Schwyz, Unterwalden, Zug                                             |
| 1609                            | Amrhyn | 1652      | Unterbrechungen: 18–30, 37–44, 50–51                                              |
| 1616                            | Kalbermatten (I) (Kalbermatter) | 1618      | Wallis                                                                            |
| 1617                            | d’Erlach | 1618      | Bern                                                                              |
| 1625                            | Socin | 1625      | Basel, Bern                                                                       |
| 1627                            | Mageran | 1655      | Wallis (Unterbrechung von 37–49)                                                  |
| 1694                            | Sacconay | 1696      | Waadt und andere, danach in niederländischen Diensten                             |
| 1694                            | Andorno | 1699      | nicht vertragskonform; in Reding (I) aufgegangen                                  |
| 1699                            | 1699 Reding (I) 1706 Ghidt (Kyd) (I) 1709 Hackbrett 1731 Belmont 1731 Rietmann 1743 Kalbermatten (II) 1762 Sutter (Soutter) 1768 Kalbermatten (III) 1774 Vallesano (Kalbermatten) 1782 (de Courten) 1795 (de Streng) 1798 (Belmont) | 1799      | Wallis und andere                                                                 |
| 1703                            | Alt (d’Alt de Tieffenthal, Halt) | 1704      | Aufstellung kriegsbedingt abgebrochen; Freiburg                                   |
| 1703                            | Therner (Thernes) | 1704      | Aufstellung kriegsbedingt abgebrochen; Freiburg                                   |
| 1703                            | Zemith | 1704      | Aufstellung kriegsbedingt abgebrochen; Freiburg                                   |
| 1703                            | Lombach | 1704      | Aufstellung kriegsbedingt abgebrochen; Freiburg                                   |
| 1703                            | Schmid (Schmidt) | 1704      | Aufstellung kriegsbedingt abgebrochen; Uri                                        |
| 1703                            | Reding (II) | 1704      | gab Bard auf, wechselte zu Frankreich                                             |
| 1733                            | Dupasquier (Du Pâquier) | 1737      | Neuenburg                                                                         |
| 1733                            | Ghidt (Kyd) (II) | 1737      | Zentralschweiz                                                                    |
| 1733                            | Tonatz (Donats) | 1737      | Graubünden                                                                        |
| 1733                            | 1733 Roguin 1737 Diesbach 1744 Roguin (II) 1744 Roi (Roy) 1760 Tscharner 1774 Bernese (Tscharner) 1786 (Tschiffeli) 1787 (Rochmondet) 1794 (Stettler) 1798 (von Ernst)                                                              | 1798      | Ursprünglich nicht vertragskonform; Bern                                          |
| 1733                            | 1733 Guibert 1746 Uttinger (Uttiger, Outiger) 1753 Fatio | 1774      | ging im Fremdenregiment Chablais (Ciablese) auf; verschiedene Kantone             |
| 1742                            | 1742 Reydt 1746 Salis 1750 Sprecher 1771 Schwartz | 1774      | ging im Regiment Grisone und (1792) im Schmid auf; Graubünden                     |
| 1742                            | Keller | 1749      | Luzern                                                                            |
| 1744                            | Meyer | 1774      | de facto Bataillon, ging im Regiment Grisone auf; Glarus, Appenzell               |
| 1774                            | 1774 Grisone (Luigi di Savoia-Carignano) 1782 (Niederer) 1788 (Christ) 1799 (Belly) | 1799      | aus Regimentern Schwartz und Meyer entstanden                                     |
| 1792                            | Schmid (Schmidt) | 1797      | nur auf Sardinien; Glarus, Appenzell                                              |
| 1793                            | Peyer-Imhoff (Peyer-im-Hoff, Peyer im Hof) | 1798      | von Frankreich übernommen                                                         |
| 1793                            | Bachmann | 1798      | von Frankreich übernommen; St. Gallen                                             |
| 1793                            | Zimmermann | 1798      | von Frankreich übernommen; Luzern                                                 |
| 1814                            | Christ | 1816      | nur ansatzweise, letztes Schweizer Regiment der Savoyer; Wallis, Bern, Graubünden |

Um 1794 standen sieben Schweizer Regimenter im Sold der Savoyer:
- Walliser Regiment de Streng (Vallesano) von 1699
- Berner Regiment Stettler (Bernese) von 1733
- Graubündner Regiment Christ (Grisone) von 1774
- Regiment Schmid von 1792 (auf Sardinien)
- Regiment Peyer-Imhoff von 1793
- Regiment Bachmann von 1793
- Regiment Zimmermann von 1793

#### Deutschland
Nachstehende Regimenter wurden „alemannische Regimenter“ genannt.
| Regiment von (Aufstellungsjahr) | Regimentsbezeichnungen                                                                | Auflösung/Verbleib |
| ------------------------------- | ------------------------------------------------------------------------------------- | ------------------ |
| 1594                            | Lodrone                                                                               | 1594               |
| 1630                            | Schemburg                                                                             | 1631               |
| 1630                            | Schultze                                                                              | 1631               |
| 1630                            | Galasso                                                                               | 1632               |
| 1640                            | de Prangins                                                                           | 1642               |
| 1653                            | Planta                                                                                | 1654               |
| 1654                            | Badant                                                                                | 1659               |
| 1672                            | Baltim                                                                                | 1672               |
| 1691                            | Corneaud (Brandenburgisch)                                                            | 1692 (1695)        |
| 1693                            | Steynaud (Bairisch)                                                                   | 1695               |
| 1693                            | Heydelac (Westfälisch)                                                                | 1695               |
| 1694                            | Varenne, Prinz Karl, Hutten (Brandenburgische Bataillone)                             | 1695               |
| 1695                            | Desprez (Bairisch)                                                                    | 1695               |
| 1695                            | Haxmann (Bataillon aus anderen Rgt.)                                                  | 1698               |
| 1698                            | 1698 Schulenburg (Schoulembourg; aus Haxmann) 1757 Leuthen 1763 Zieten                | 1774               |
| 1704                            | d’Aygoin                                                                              | 1705               |
| 1704                            | Friedt                                                                                | 1705               |
| 1711                            | 1711 Rehbinder 1743 Burgsdorff (Bourgsdorff) 1749 Leutrum 1755 Wangenheim 1763 Brempt | 1774               |
| 1742                            | Baden d’Urlach (Baaden Douriac)                                                       | 1749               |
| 1774                            | Real Alemanno (aus Zieten und Brempt)                                                 | 1797               |

#### Frankreich
Französische Regimenter standen nur im 17. Jahrhundert im Sold der Savoyer. Ein Regiment wurde vom piemontesischen und italienischen Heer übernommen (mit italienischem Personal) und erst 2008 aufgelöst.
| Regiment von (Aufstellungsjahr) | Regimentsbezeichnungen                                                                | Auflösung/Verbleib          |
| ------------------------------- | ------------------------------------------------------------------------------------- | --------------------------- |
| 1615                            | Châtillard                                                                            | 1627                        |
| 1616                            | de Chiverny                                                                           | 1627                        |
| 1616                            | Marcelin du Gant                                                                      | 1627                        |
| 1616                            | Cavales d’Abries                                                                      | 1627                        |
| 1616                            | d’Articolier                                                                          | 1627                        |
| 1618                            | Chievron                                                                              | 1626                        |
| 1618                            | Gonfreville                                                                           | 1619                        |
| 1619                            | Saint-Cassin                                                                          | 1627                        |
| 1619                            | Mésères                                                                               | 1627                        |
| 1624                            | 1624 Fleury 1631 Marolles 1640 Francese 1664 Savoia (national)                        | 2008 (1. InfRgt San Giusto) |
| 1625                            | Saint Réran                                                                           | 1627                        |
| 1625                            | Cavoretto                                                                             | 1627                        |
| 1625                            | Valençay                                                                              | 1627                        |
| 1625                            | Lod                                                                                   | 1627                        |
| 1625                            | de Savines                                                                            | 1627                        |
| 1625                            | de Flectat                                                                            | 1627                        |
| 1625                            | Rochefort                                                                             | 1627                        |
| 1626                            | Saint Martin                                                                          | 1627                        |
| 1626                            | Mombasin                                                                              | 1627                        |
| 1626                            | La Bloquerie                                                                          | 1627                        |
| 1626                            | 1626 Loreno del Principe Tomaso 1636 Loreno del Principe di Piemonte                  | 1640                        |
| 1636                            | La Tour                                                                               | 1642                        |
| 1636                            | La Ferté                                                                              | 1639                        |
| 1636                            | Sacconay                                                                              | 1637                        |
| 1637                            | Allod                                                                                 | 1638                        |
| 1638                            | du Flechiet                                                                           | 1639                        |
| 1636                            | 1636 Senantes 1649 Senantes (national) 1664 Aosta di Sua Altezza Reale (I) (national) | 1705                        |
| 1640                            | L’Église                                                                              | 1644                        |
| 1640                            | La Faya                                                                               | 1660                        |
| 1647                            | Megianes                                                                              | 1652                        |
| 1649                            | 1649 Pisa 1652 Ghimittier                                                             | 1660                        |

#### Andere
Nachstehende Regimenter wurden als italienische oder „gemischte Regimenter“ bezeichnet. Der Großteil des Personals stammte aus anderen italienischen Staaten. Zwei Regimenter waren Anfang des 21. Jahrhunderts noch aktiv.
| Regiment von (Aufstellungsjahr) | Regimentsbezeichnungen                                                                                      | Auflösung/Verbleib       |
| ------------------------------- | --- | ------------------------ |
| 1595                            | Bindi | 1599                     |
| 1595                            | Giusto | 1599                     |
| 1595                            | Martinengo (I)                                                                                              | 1599                     |
| 1600                            | Sanizar | 1601                     |
| 1600                            | d’Este | 1601                     |
| 1600                            | Scalenghe                                                                                                   | 1601                     |
| 1600                            | Botta | 1603                     |
| 1624                            | di Boy | 1626                     |
| 1624                            | Sartorio | 1626                     |
| 1626                            | Martinengo (II)                                                                                             | 1627                     |
| 1626                            | Elia | 1627                     |
| 1627                            | Lecca | 1629                     |
| 1627                            | Casabianca                                                                                                  | 1629                     |
| 1627                            | Orsini | 1629                     |
| 1628                            | Vittani | 1629                     |
| 1628                            | Montegrande                                                                                                 | 1629                     |
| 1628                            | Cattaneo | 1629                     |
| 1629                            | Rangone | 1638                     |
| 1630                            | Frugone | 1638                     |
| 1636                            | Carafa | 1638                     |
| 1639                            | Bertoldo | 1641                     |
| 1649                            | Tassoni Estense                                                                                             | 1650                     |
| 1672                            | della Marina                                                                                                | 1672                     |
| 1672                            | Fossati | 1673                     |
| 1703                            | 1703 Desportes 1739 Audibert 1748 Monfort 1769 de Sury 1774 Chablais (Ciablese) 1796 Alessandria (national) | aktiv (17. InfRgt Acqui) |
| 1714                            | 1714 Valguarnera (Sizilianisch) 1723 Sicilia                                                                | 1751                     |
| 1714                            | Gioeni (Sizilianisch)                                                                                       | 1719                     |
| 1734                            | Lombardia (I)                                                                                               | 1751                     |
| 1744                            | 1744 Corsica 1748 Vella 1749 Matra                                                                          | 1751                     |
| 1744                            | Sardegna | 1751 (dann national)     |

#### Konfessionelle
In diesen Regimentern dienten religiös Verfolgte, vor allem Hugenotten, aber auch Iren und Niederländer.
| Regiment von (Aufstellungsjahr) | Regimentsbezeichnungen                | Auflösung/Verbleib |
| ------------------------------- | ------------------------------------- | ------------------ |
| 1690                            | 1690 Schomberg (Julien) 1694 Galloway | 1695               |
| 1690                            | de Bigorre                            | 1691               |
| 1690                            | de Quersy                             | 1691               |
| 1690                            | de Flandre                            | 1691               |
| 1690                            | di Piemonte                           | 1691               |
| 1690                            | di Svizzeri                           | 1691               |
| 1691                            | 1691 Monbrun 1694 L’Islemarais        | 1695               |
| 1691                            | Mallet                                | 1692               |
| 1692                            | Montauban                             | 1695               |
| 1692                            | Miremont                              | 1695               |
| 1692                            | Sacconay                              | 1695               |
| 1704                            | Dumeyrol                              | 1704               |
| 1704                            | Cavalier                              | 1704               |
| 1704                            | d’Albenar                             | 1705               |

## Kavallerieregimenter der Frühen Neuzeit

### Nationale Kavallerie
Die Kavallerieregimenter werden ab 1593 ohne Berücksichtigung der Untergattungen und der Rekrutierungsgebiete gelistet.
| Regiment von (Aufstellungsjahr) | Regimentsbezeichnungen | Auflösung/Verbleib                                                |
| ------------------------------- | --- | ----------------------------------------------------------------- |
| 1593                            | Ponte | 1594                                                              |
| 1611                            | Asinari | 1612                                                              |
| 1627                            | Rangone | 1628                                                              |
| 1639                            | Valperga | 1639                                                              |
| 1640                            | Monti | 1650                                                              |
| 1640                            | Archibugieri di Sua Altezza Reale | 1640                                                              |
| 1643                            | Marazzani | 1645                                                              |
| 1643                            | Ferraris (I) | 1645                                                              |
| 1643                            | Chambeau | 1645                                                              |
| 1643                            | Monasterolo | 1645                                                              |
| 1645                            | Catalano Alfieri | 1645                                                              |
| 1645                            | Senantes | 1645                                                              |
| 1646                            | Villa | 1659                                                              |
| 1646                            | Souvré | 1646                                                              |
| 1646                            | Camerano | 1646                                                              |
| 1646                            | Pianezza | 1646                                                              |
| 1650                            | 1650 Don Gabriel (I) 1657 Brichanteau | 1659                                                              |
| 1653                            | Livorno (I) | 1659                                                              |
| 1653                            | 1653 d’Arrencourt 1657 Don Gabriel (II) | 1659                                                              |
| 1653                            | Todesco | 1659                                                              |
| 1653                            | Olgiati | 1659                                                              |
| 1653                            | Verrua | 1659                                                              |
| 1653                            | Ferraris (II) | 1659                                                              |
| 1664                            | Livorno (II) | 1668                                                              |
| 1671                            | Principe di Piemonte | 1671 (als Royal Piémont von Frankreich übernommen)                |
| 1683                            | 1683 Dragons Bleus (Dragons Rouges, Dragoni di Verrua) 1685 Dragoni di Sua Altezza Reale 1713 Dragoni di Sua Maestà 1814 Dragoni del Rè 1821 Dragoni del Genevese 1831 Genova Cavalleria | aktiv (Kavalleriebrigade "Pozzuolo del Friuli")                   |
| 1683                            | 1683 Dragoni di Bernezzo 1683 Dragoni di Madama Reale | 1685                                                              |
| 1683                            | 1683 Corazze Don Gabriel (III) 1685 Corazzieri di Piemonte | 1685                                                              |
| 1689                            | 1689 Dragons Verts 1690 Dragoni del Genevese 1774 Cavalleggeri di Sua Maestà 1814 Cavalleggeri del Rè                                                                                    | 1821                                                              |
| 1689                            | 1689 Dragons Jaunes 1691 Dragoni di Piemonte (I) 1814 Cavalleggeri di Piemonte 1832 Nizza Cavalleria                                                                                     | aktiv (Alpini-Brigade "Taurinense")                               |
| 1692                            | 1692 Gendarmi di Cavaglià 1692 Piemonte Reale Cavalleria | aktiv (Alpini-Brigade "Julia")                                    |
| 1692                            | 1692 Gendarmi di None, Gendarmi di Montbrison 1692 Savoia Cavalleria 1819 Cavalleggeri di Savoia 1832 Savoia Cavalleria                                                                  | aktiv (Fallschirmjägerbrigade "Folgore")                          |
| 1714                            | Lucchese | 1715                                                              |
| 1726                            | 1726 Dragoni di Sardegna 1808 Cavalleggeri di Sardegna (I) 1819 Cacciatori di Sardegna                                                                                                   | 1822 (von den Carabinieri übernommen)                             |
| 1736                            | Dragoni della Regina | 1821                                                              |
| 1774                            | Dragoni del Ciablese | 1796                                                              |
| 1774                            | Aosta Cavalleria | aktiv (Mechanisierte Brigade "Aosta" – von 1796 bis 1831 inaktiv) |
| 1828                            | 1828 Dragoni di Piemonte (II) 1832 Novara Cavalleria | aktiv (Panzerbrigade "Ariete")                                    |
| 1832                            | Cavalleggeri di Sardegna (II) | 1853 (von den Carabinieri übernommen)                             |

Um 1794 waren folgende nationale Kavallerieregimenter aktiv:
- Dragoni di Sua Maestà von 1683 (heute 4. Kavallerieregiment Genova Cavalleria)
- Cavalleggeri di Sua Maestà von 1689 (1821 definitiv aufgelöst)
- Dragoni di Piemonte von 1689 (heute 1. Kavallerieregiment Nizza Cavalleria)
- Piemonte Reale Cavalleria von 1692 (heute 2. Kavallerieregiment Piemonte Cavalleria)
- Savoia Cavalleria von 1692 (heute 3. Kavallerieregiment Savoia Cavalleria)
- Dragoni di Sardegna von 1726 (1822 von Carabinieri übernommen)
- Dragoni della Regina von 1736 (1821 definitiv aufgelöst)
- Aosta Cavalleria von 1774 (heute 6. Kavallerieregiment Lancieri di Aosta)
- Dragoni del Ciablese von 1774 (1796 aufgelöst)

### Milizregimenter
Ende der 1560er Jahre entstanden mit Lehensleuten in Savoyen und im Piemont zwei Kavallerieverbände, denen in den folgenden Jahrzehnten jeweils 13 bis 16 Kompanien unterstanden. Diese Einheiten gingen bis 1692 in oben genannten Kavallerieregimentern auf. Die Kavallerie der Miliz bestand ansonsten aus selbständigen Kompanien zu Pferde, von denen es im 17. Jahrhundert in der Regel 16 gab.
Während der napoleonischen Zeit entstanden auf Sardinien zwischen 1808 und 1814 acht Miliz-Kavallerieregimenter: Sulcis, Arborea, Mandrolisai, Trescenta, Gallura, Goceano, Cagliari und Logudoro. Sie wurden nie mobilgemacht und 1815 wieder aufgelöst.

### Fremdenregimenter
Die wenigen, kurzlebigen Fremdenregimenter der Kavallerie kamen vorwiegend aus Frankreich. Es handelte sich entweder um rein französische Regimenter oder um „Religionsregimenter“. Letztere bestanden wiederum vorwiegend aus Hugenotten. In nachstehender Liste wird unter der Spalte „Herkunft“ entweder „Frankreich“ angegeben oder der Einfachheit halber „Religion“.
| Herkunft   | Regiment von (Aufstellungsjahr) | Regimentsbezeichnungen                           | Auflösung/Verbleib                        |
| ---------- | ------------------------------- | ------------------------------------------------ | ----------------------------------------- |
| Frankreich | 1626                            | de Longueville                                   | 1627                                      |
| Frankreich | 1626                            | de Saint Paul                                    | 1627                                      |
| Frankreich | 1632                            | Souvré                                           | 1635                                      |
| Frankreich | 1632                            | Castelan                                         | 1635                                      |
| Religion   | 1690                            | Dragons de Gand                                  | 1691                                      |
| Religion   | 1692                            | 1692 Dragons Balthazar 1695 Dragons Aubussargues | 1695 (von den Niederlanden übernommen)    |
| Religion   | 1703                            | Dragons de Marcel, Maix, Saint Brest             | 1706 (Teile in nationale Rgt. übernommen) |

## Artillerie und Pioniere
Für die Artillerie war ursprünglich vorwiegend ziviles Fachpersonal zuständig. 1603 und 1625 wurde es in die Miliz übernommen. 1692 entstand ein Artilleriebataillon (Kanonierbataillon), aus diesem 1743 ein Artillerieregiment. Dieses Regiment bildete ab 1774 mit separaten Artillerie-Einheiten zur Unterstützung der Infanterie das Corpo Reale di Artiglieria.
Im Bereich des Ingenieurkorps und der Genietruppe gab es zunächst keine Regimenter. Die Miliz unterhielt von 1774 die bis 1793 eine Legione Accampamenti und dann bis 1798 ein ebenfalls regimentsstarkes Pionierkorps, die für Festungsarbeiten, den Bau von Feldlagern und andere Pionieraufgaben zuständig waren. Mineure und andere Spezialisten gehörten noch zur Artillerie.